# سيرجي دروزد
سيرجي دروزد (بالروسية: Дрозд, Сергей Викторович)‏ هو لاعب كرة قدم بيلاروسي في مركز الدفاع، ولد في 24 يونيو 1983 في مالادزيشنا في بيلاروس. لعب مع نادي سلوتسك.

## وصلات خارجية
- سيرجي دروزد على موقع قاعدة بيانات كرة القدم.إي يو (الإنجليزية)
- سيرجي دروزد على موقع Soccerway.com (الإنجليزية)